# Puente de Piedra (bro), Lima

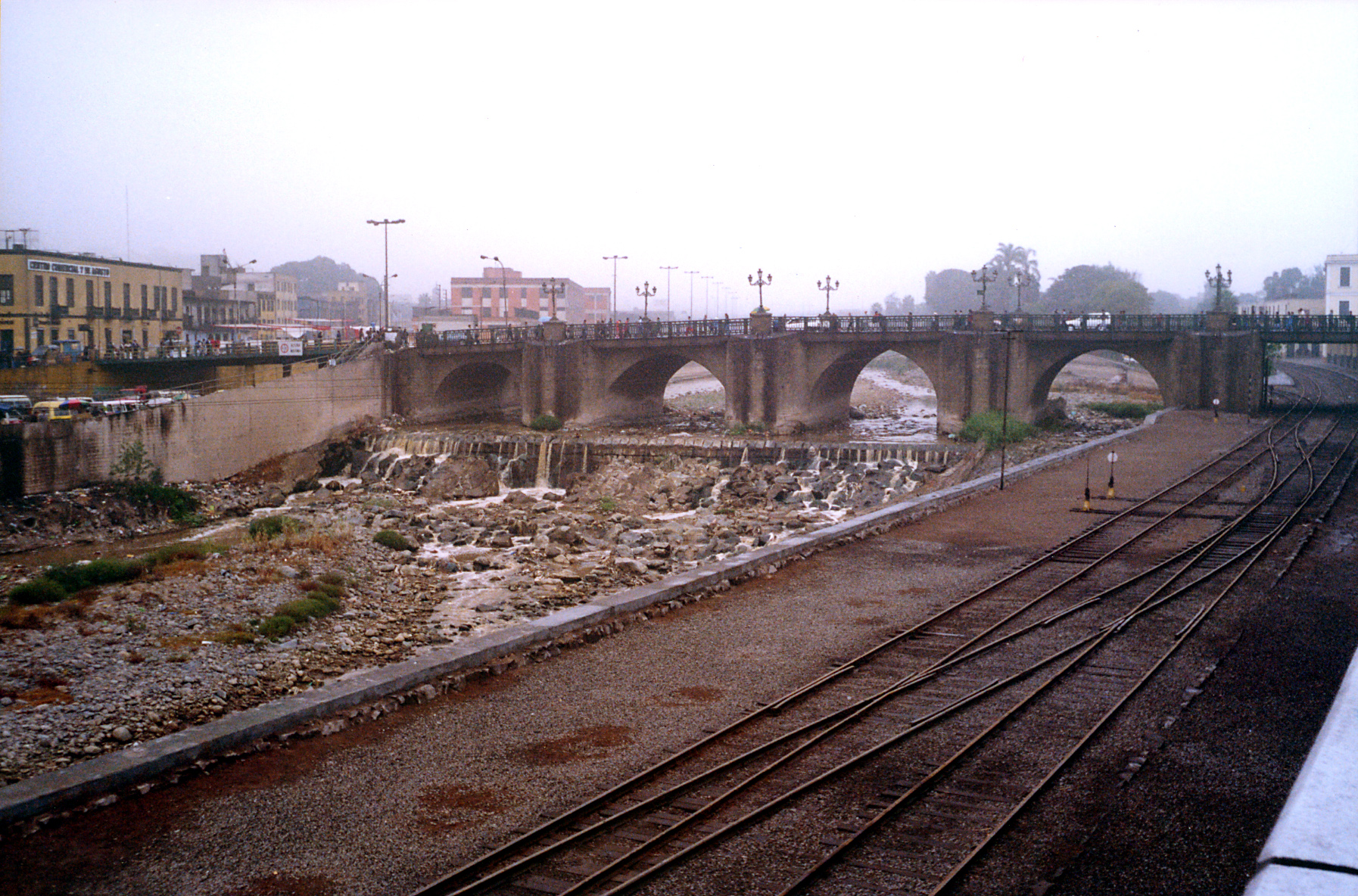
Bron Puente de Piedra i Lima, Peru

Puente de Piedra eller Puente Trujillo är en bro belägen i den historiska delen av Lima, huvudstad i Peru. Den korsar floden Rímac och förbinder distriktet Cercado de Lima" med distriktet Rímac. Bron utgör början av Jirón de la Unión, som under republikens första år var den viktigaste gatan i staden. Brons längd är 112 m och de enskilda spannens mått är 6 m.
Bron byggdes 1610 av vicekungen Juan de Mendoza y Luna, Markis av Montesclaros, före den fortsatta urbanisationen av kvarteret "nedanför bron" (nuvarande distriktet Rímac) och var en av de första broarna som byggdes över floden Rímac.
Även om bron numera har blivit asfalterad, så har den samma grundkonstruktion som när den byggdes.